# Día de los Derechos Humanos
El Día de los Derechos Humanos es una jornada que se celebra cada 10 de diciembre desde 1948, proclamada por la Asamblea General de las Naciones Unidas en ese año.

## Proclamación
El Día de los Derechos Humanos fue proclamado por la Asamblea General de las Naciones Unidas el 4 de diciembre de 1950. La proclamación se hizo con el propósito de conmemorar la adopción de la Declaración Universal de los Derechos Humanos.Esta Declaración fue presentada como un "ideal común" para todos los pueblos y naciones, con el objetivo de que tanto individuos como instituciones se inspiraran en ella para promover, mediante la enseñanza y la educación, el respeto a estos derechos y libertades  fundamentales. Además, la Asamblea General instó a los Estados a adoptar medidas progresivas, nacionales e internacionales, para asegurar el reconocimiento y la aplicación efectiva de estos derechos en todo el mundo.

## Celebración
El día se celebra cada 10 de diciembre para coincidir con la fecha en que la Declaración Universal de los Derechos Humanos fue adoptada en 1948. Durante esta jornada, se realizan diversas actividades alrededor del mundo para promover y proteger los derechos humanos. Estas actividades incluyen conferencias, foros, campañas educativas y eventos culturales, organizados por gobiernos, ONGs, y organismos internacionales.
Además, el 10 de diciembre se destacan dos importantes premios internacionales relacionados con los derechos humanos: el Premio Nobel de la Paz, que se entrega en Oslo, Noruega, y el Premio de las Naciones Unidas en el Campo de los Derechos Humanos, otorgado cada cinco años por la Asamblea General de la ONU. Estos premios refuerzan la relevancia del Día de los Derechos Humanos al reconocer logros significativos en la promoción de la paz y los derechos humanos a nivel global.

### Aniversarios relevantes asociados
El Día de los Derechos Humanos ha estado vinculado a importantes aniversarios de la adopción de la Declaración Universal de los Derechos Humanos y eventos relevantes.

###### 1968: 20º Aniversario.
El Día de los Derechos Humanos de 1968 coincidió con el Año Internacional de los Derechos Humanos, cuando la ONU celebró la Conferencia de Teherán, subrayando la importancia de la Declaración en un momento de cambio global.

###### 2001: Premio Nobel de la Paz a la ONU
10 de diciembre, coincidiendo con el Día de los Derechos Humanos 2001.

###### 2008: 60º Aniversario
El 60º aniversario se destacó por una campaña global que comenzó en el Día de los Derechos Humanos, enfocada en la educación sobre los derechos humanos y la difusión de la Declaración.

###### 2023: 75º Aniversario
El 75º aniversario se celebró bajo el lema "Dignidad, libertad y justicia para todos", con actividades centradas en desafíos contemporáneos, reforzando el compromiso global en el Día de los Derechos Humanos. Durante las conmemoraciones, Marija Pejčinović Burić, Secretária General del Consejo de Europa, destacó la colaboración entre el Consejo de Europa y las Naciones Unidas y abordó la colaboración internacional y cómo la invasión rusa ha afectado los derechos humanos en Ucrania.

## Temas
- 1997: Universal declaration must be given practical effect,[14] ('La declaración universal debe tener un efecto práctico')
- 1998: Is time to renew commitment to globalizing justice in age of globalization,[15] ('Es momento de renovar el compromiso de globalizar la justicia en la era de la globalización')
- 1999: El Último Día de los Derechos Humanos del milenio[16]
- 2001: UN warns against infringement of basic freedoms,[17] ('La ONU advierte sobre la violación de las libertades básicas')
- 2003: Conozca sus derechos humanos[18]
- 2004: Educación en derechos humanos[19]
- 2005: La tortura y los esfuerzos que se realizan a escala mundial para combatirla[20]
- 2006: La lucha contra la pobreza es obligación y no caridad[21]
- 2007: 60º aniversario de la Declaración Universal de Derechos Humanos[22]
- 2008: Dignidad y justicia para todos nosotros[23]
- 2009: No discriminación[24]
- 2010: Hazte oír pon fin a la discriminación[25]
- 2011: Un año extraordinario para los derechos humanos[26]
- 2012: Mi voz cuenta[27]
- 2013: 20 años trabajando por tus derechos[28]
- 2014: Derechos Humanos, 365 días al año[29]
- 2015: Nuestros derechos. Nuestras libertades. Siempre[30]
- 2016: Defiende hoy los derechos de alguien[31]
- 2017: 70 Aniversario de la Declaración Universal de los Derechos Humanos[32]
- 2018: 70 Aniversario de la Declaración Universal de los Derechos Humanos[33]
- 2019: ¡Jóvenes por los Derechos Humanos![34]
- 2020: Una mejor recuperación: defiende los derechos humanos[35]
- 2021: IGUALDAD - Reducir las desigualdades, promover los derechos humanos[36]

- 2022: 75º Aniversario - Declaración Universal de Derechos Humanos[37]
- 2023: Dignidad, libertad y justicia para todos[12][38]